# Pionopsitta
A Pionopsitta a madarak osztályának papagájalakúak (Psittaciformes) rendjébe, a papagájfélék (Psittacidae) családjába és az araformák (Arinae) alcsaládjába tartozó nem.

## Rendszerezésük
A nemet Charles Lucien Jules Laurent Bonaparte francia ornitológus írta le 1854-ben, az alábbi faj tartozik ide:
- Skarlátfejű papagáj (Pionopsitta pileata)[1][3]

Egyes szervezetek a Pyrilia nembe sorolták át a korábban ide tartozó fajokat:
- Kopasz papagáj (Pionopsitta aurantiocephala)[3] vagy (Pyrilia aurantiocephala)[1]
- Narancsarcú papagáj (Pionopsitta barrabandi)[3] vagy (Pyrilia barrabandi)[1])
- Caica-papagáj (Pionopsitta caica)[3] vagy (Pyrilia caica)[1]
- Vörösfülű papagáj (Pionopsitta haematotis)[3] vagy (Pyrilia haematotis)[1]
- Rózsásarcú papagáj (Pionopsitta pulchra)[3] vagy (Pyrilia pulchra)[1]
- Sáfrányfejű papagáj (Pionopsitta pyrilia)[3] vagy (Pyrilia pyrilia)[1]
- Keselyűfejű papagáj (Pionopsitta vulturina)[3] vagy (Pyrilia vulturina)[1]